# ماهیچه سه‌سر پشت ساق
ماهیچه سه‌سر پشت‌ساقی (انگلیسی: Triceps surae muscle) نامی است که به مجموعه ماهیچه‌های دوقلو (gastrocnemius) و نعلی (soleus) نهاده‌اند و در پُویز (پشت ساق) جای دارد.

## نگارخانه

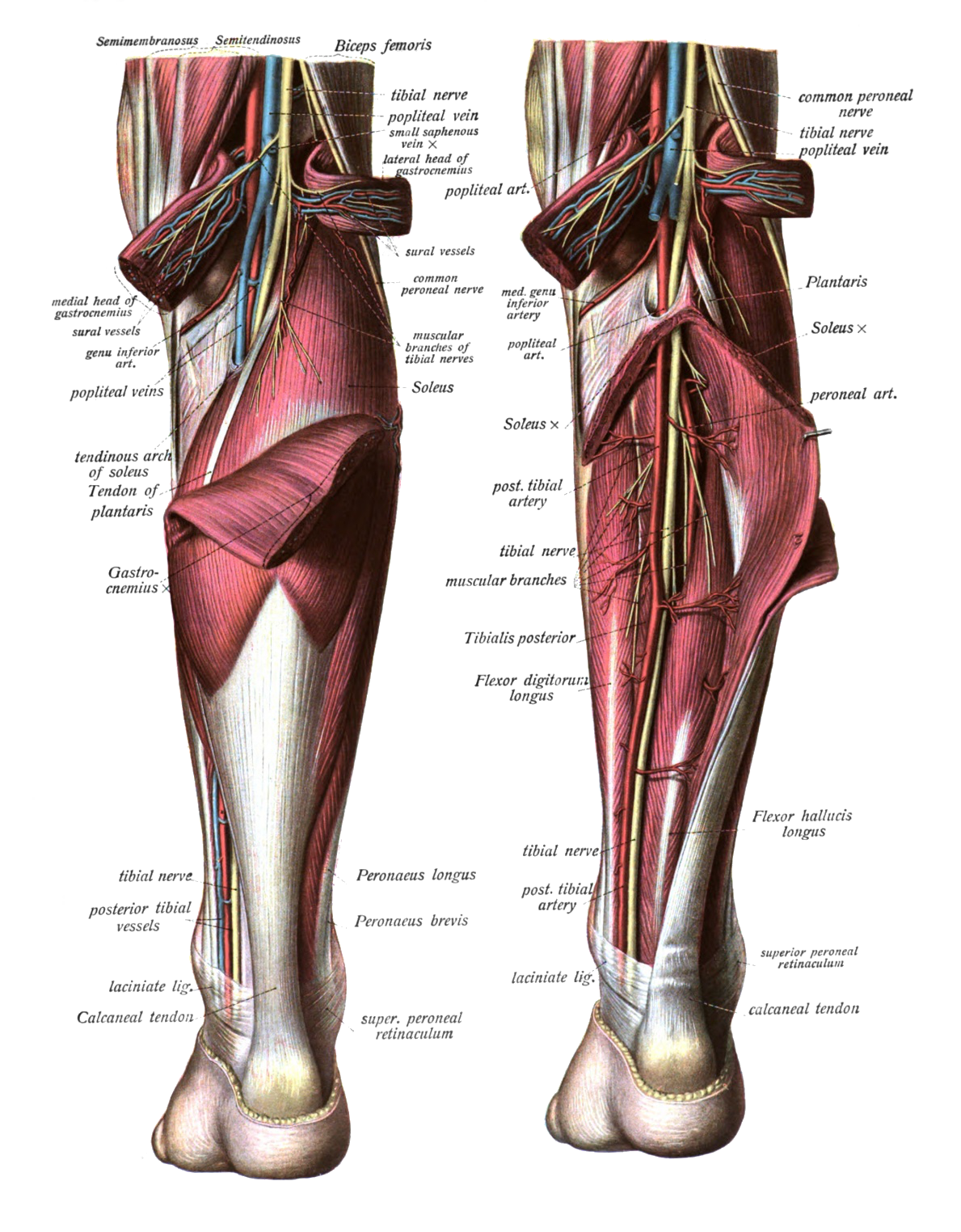
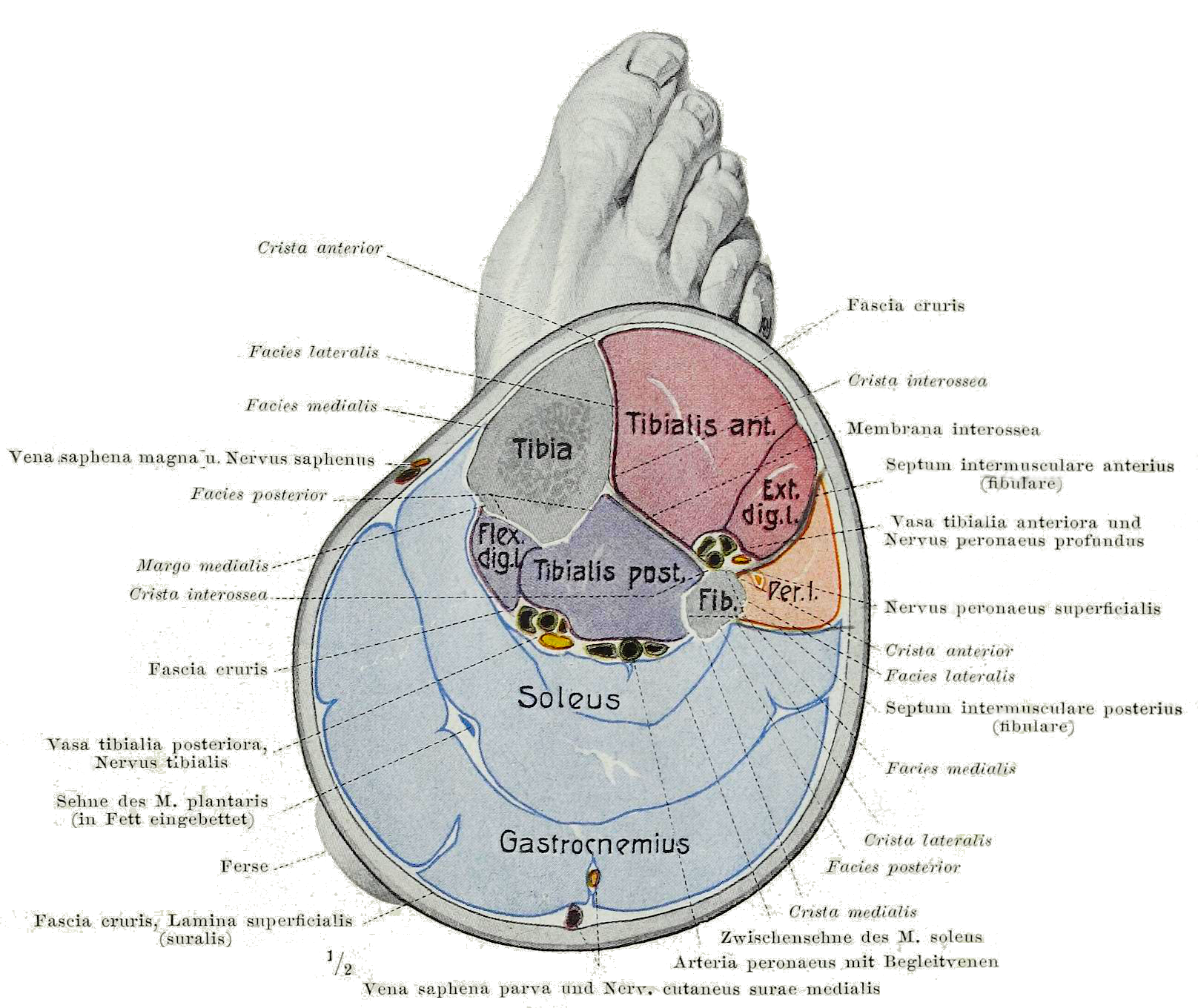
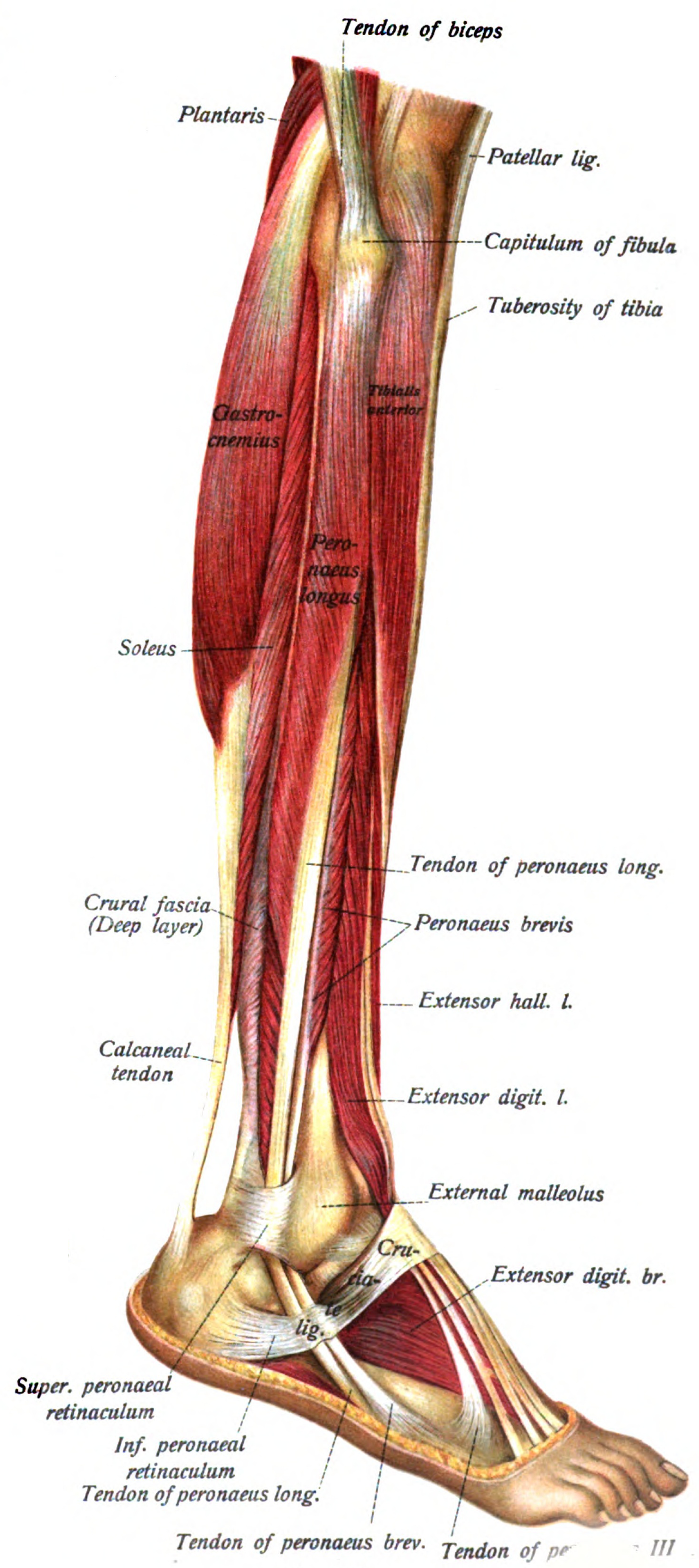
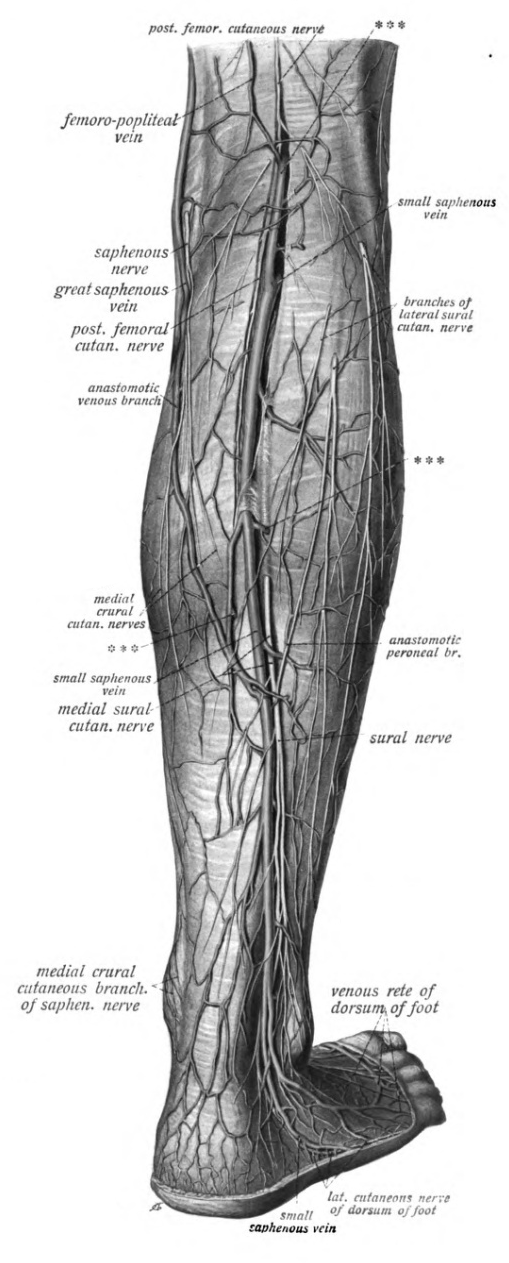